# Katholieke Kerk in de Westelijke Sahara

Westelijke Sahara

De Katholieke Kerk in de Westelijke Sahara is een onderdeel van de wereldwijde Rooms-Katholieke Kerk, onder het geestelijk leiderschap van de paus en de curie in Rome.
In 2004 waren ongeveer 110 (0,3%) van de 766.200 inwoners van de Westelijke Sahara lid van de Katholieke Kerk.
Het gebied bestaat uit een enkele apostolische prefectuur, namelijk de apostolische prefectuur Westelijke Sahara, dat direct onder de Heilige Stoel valt. Sinds 25 februari 2009 is er geen apostolische prefect voor Westelijke Sahara. Apostolisch administrator is sinds juni 2009 Mario León Dorado. Bisschoppen van Westelijke Sahara zijn samen met collega's uit Algerije, Libië, Tunesië en Marokko lid van de bisschoppenconferentie van Noord-Afrika. President van de bisschoppenconferentie is Vincent Louis Marie Landel, aartsbisschop van Rabat (Marokko). Verder is men lid van het Symposium des Conférences Episcoaples d’Afrique et de Madagascar.

## Indeling
- Apostolische prefectuur Westelijke Sahara